# Baltische Studien
Baltische Studien est une revue scientifique fondée en 1832. Elle contient principalement des essais scientifiques et des contributions sur des événements et des contextes historiques, culturels et sociaux dans la région méridionale de la mer Baltique, en mettant l'accent sur l'histoire de la Poméranie. La périodicité de publication est désormais annuelle. Ces dernières années, un volume annuel compte entre 200 et 400 pages environ.

## Volumes publiés
La publication des Baltische Studien n'a pas toujours été régulière dans le passé : certaines années, aucun volume n'a été publié - le plus grand écart est survenu à la suite de la Seconde Guerre mondiale dans la période de 1941 à 1954 –, et les autres années, par exception, deux tomes ou tomes supplémentaires.
Lors de la numérotation des annuaires, une distinction est faite entre l'ancienne série (1832–1896) et la nouvelle série (à partir de 1897). Souvent aujourd'hui - par souci de clarté – les deux sont énoncés ; le dernier tome 107 de la Neue Folge, paru en 2022 pour l'année 2021, est aussi le tome 153 de toute la série.
| Volumes publiés à ce jour | Volumes publiés à ce jour              | Volumes publiés à ce jour |
| Année                     | Volume (ancienne série/série complète) | Groupe (nouvelle série)   |
| ------------------------- | -------------------------------------- | ------------------------- |
| 1832-1896                 | 1-46                                   | –                         |
| 1897-1940                 | 47-88                                  | 1-42                      |
| 1955-2021                 | 89-153                                 | 43-107                    |

* La date de publication réelle était et est généralement dans l'année civile suivante.

## Éditeur et contenu
La Baltischen Studien est fondée en 1832 par la Société d'histoire, d'antiquité de Poméranie en tant qu'annuaire de l'association. Le nouveau magazine comble le vide qui s'est créé avec la cessation des Neue Pommersche Provinzialblätter (de).
L'"Ancienne série" date de 1896. Chaque année comportait jusqu'à quatre cahiers. À la suite d'un changement de maison d'édition, la Nouvelle série est créée en 1897, ce qui entraîne la disparition de la division en cahiers. Le dernier volume avant la fin de la guerre est le Nouvelle série 42, qui paraît en 1940.
En 1930, la direction éditoriale est transférée aux Archives d'État de Stettin et, en même temps, le contenu est profondément remanié. En plus des articles, une partie importante de recensions et différents rapports de recherche sont ajoutés, ce qui renforce considérablement le profil scientifique de la revue.
Depuis 1955, les Baltischen Studien sont publiées par la Société d'histoire, d'archéologie et d'art de Poméranie, qui est reconstituée. Depuis 1969, les Baltischen Studien sont également l'organe de communication de la Commission historique de Poméranie et, depuis 1996, l'organe de communication de la Communauté de travail pour l'histoire de l'Église évangélique de Poméranie (depuis 1997 : Communauté de travail pour l'histoire de l'Église poméranienne).
Depuis 1996, les Baltischen Studien portent le sous-titre de Pommersche Jahrbücher für Landesgeschichte. Elles s'inscrivent ainsi dans la tradition des Pommersche Jahrbücher (de), publiés par l'ancienne association historique rugenoise-poméranienne (de).

## Rédacteurs
1. ancienne série
2. nouvelle série
- Martin Wehrmann : 1897-1913 (conjointement avec Otto Heinemann en 1903)
- Otto Grotefend (de) : 1913–1929
- Hans Bellée : 1930–1932
- Adolf Diestelkamp : 1933-1940
- Erwin Assmann (de) : 1955-1961
- Hans-Jürgen Eggers (de) : 1962–1975 (1962–1965 avec Assmann)
- Ellinor von Puttkamer : 1976–1979
- Klaus Conrad : 1980-2000
- Dirk Alvermann : 2001-2010
- Rudolf Benl : 2011-2016
- Dirk Schleinert : 2016-2019
- Jürgen Hamel : depuis 2019

## Éditeurs
Le premier volume paraît chez Morin, le deuxième déjà chez Hessenland, deux maisons d'édition de Stettin. Au cours des décennies suivantes, les éditeurs changent plusieurs fois, la plupart du temps il s'agit d'une distribution en commission. Outre Hessenland, les librairies Nicolai et Hercke & Lebeling distribuent également la revue. En 1897, elle passe chez Léon Sauniers, où elle reste jusqu'à son arrêt en 1940.
De 1955 à 1978, les Baltische Studien sont publiés par la maison d'édition Christoph von der Ropp à Hambourg et Göttingen, de 1979 à 2002 par la N. G. Elwert Verlag à Marbourg. Ils sont publiés par Verlag Ludwig à Kiel depuis 2003.